# Sproghistorier
Sproghistorier  er en pædagogisk metode til dokumentation af børns skriftsproglige aktiviteter som fx leg, spil, tegne- og skribleaktiviteter og situationer, hvor børnene fortæller egne historier. Pædagogen vurderer barnets skriftsproglige muligheder i dets videre udvikling.. 
Metoden er inspireret af Margaret Carrs metode Læringshistorier , Det er udviklet 2008-10 i det europæiske forskningsprojekt EASE (Early Years Transition Programme) i samarbejde med forskningsenheden "Barndom, Læring og Didaktik" fra Danmarks Pædagogiske Universitetsskole.
En sproghistorie vil fremhæve børns skriftsproglige styrkesider. Hvis det ”positive vidnesbyrd” ikke suppleres med andre betragtninger om barnets faglige og sociale svagheder, kan det besværliggøre barnets overgang fra børnehave til skole.